# Rural Valley
Rural Valley és una població dels Estats Units a l'estat de Pennsilvània. Segons el cens del 2000 tenia 922 habitants.

## Demografia
Segons el cens del 2000, Rural Valley tenia 922 habitants, 382 habitatges, i 267 famílies. La densitat de població era de 169,5 habitants/km².
Dels 382 habitatges en un 24,9% hi vivien nens de menys de 18 anys, en un 55% hi vivien parelles casades, en un 11,8% dones solteres, i en un 30,1% no eren unitats familiars. En el 26,7% dels habitatges hi vivien persones soles el 14,9% de les quals corresponia a persones de 65 anys o més que vivien soles. El nombre mitjà de persones vivint en cada habitatge era de 2,33 i el nombre mitjà de persones que vivien en cada família era de 2,8.
Per edats la població es repartia de la següent manera: un 20,1% tenia menys de 18 anys, un 8,7% entre 18 i 24, un 25,4% entre 25 i 44, un 24,7% de 45 a 60 i un 21,1% 65 anys o més.
L'edat mediana era de 42 anys. Per cada 100 dones de 18 o més anys hi havia 89,5 homes.
La renda mediana per habitatge era de 26.250$ i la renda mediana per família de 34.327$. Els homes tenien una renda mediana de 27.946$ mentre que les dones 20.000$. La renda per capita de la població era de 14.238$. Entorn del 13% de les famílies i el 17,4% de la població estaven per davall del llindar de pobresa.

## Poblacions més properes
El següent diagrama mostra les poblacions més properes.